# All Blues
All Blues ist eine Jazzkomposition von Miles Davis aus dem Jahr 1959, die sich zum Jazzstandard entwickelt hat. Die erste Fassung wurde auf dem Album Kind of Blue veröffentlicht.

## Die Komposition
All Blues basiert auf einem 12-taktigen Bluesschema. Dennoch ist die Komposition kein klassischer Blues, da die Melodie, der 6/8-Takt sowie die Rückung im zehnten Takt völlig untypisch für den Blues sind. Die Melodie besteht weitgehend aus zwei einprägsamen Motiven: einerseits einer aufsteigenden Sexte d-h, andererseits einer Bogenfigur in den Takten 5 und 6 (a-b-c-d-c-b-a). Als sogenannter Jazzblues spiegelt das Lied die Beeinflussung des Jazz durch den Blues wider. Es handelt sich um ein Beispiel für modalen Jazz. Seine Form und Harmonien sind an den Blues und die spezielle Chorus-Struktur von 12 Takten angelehnt, die wiederholt wird. Davis experimentierte etwa ein halbes Jahr mit der Komposition, indem er sie alleine immer wieder auf dem Klavier interpretierte, und fragte auch Gil Evans um Rat. „Auf dem Weg zum Studio erst beschloss er plötzlich, das Stück nicht im geraden Takt, sondern als Walzer zu spielen. Die Parts der Instrumente legte er schichtartig übereinander: den 3/4- oder 6/8-Takt im Schlagzeug, die Pulsfigur im Bass, das Piano-Tremolo und das hypnotisch wiegende 3-Ton-Riff der beiden Saxofone, eine Variation seines ersten modalen Themas ›Milestones‹.“
Die Komposition war eigentlich rein instrumental, später schrieb Oscar Brown Jr. einen Text für das Stück, der von Kevin Mahogany, Dee Dee Bridgewater (auf ihrem Album Live In Paris, 1987) und Ernestine Anderson gesungen wurde.

## Weitere Aufnahmen
Davis nahm die Komposition noch weitere Male auf, 1964 mit dem Saxophonisten George Coleman, dem Pianisten Herbie Hancock, dem Bassisten Ron Carter und dem Schlagzeuger Tony Williams auf dem Album Four and More. In den Konzerten der 1960er Jahre spielte Davis das Stück immer freier und entfernte sich von der ursprünglichen Bluesstiftung. In seiner Aufnahme aus dem Plugged Nickel (1965) wird der Song wesentlich schneller als in der Ursprungsversion gespielt; auch springt das Metrum ständig zwischen 6/8 und 4/4, was für eine „hitzige Steigerung“ sorgt.
Zahlreiche Trompeter folgten Davis und nahmen das Stück auf. Freddie Hubbard und Oscar Peterson veröffentlichten eine Fassung auf ihrem Album von 1982 Face To Face. Chet Baker interpretierte den Song mit Rachel Gould 1979 in London. Im Jahr 1992 nahm Kenny Drew das Lied für das Album At the Brewhouse auf. Ungewöhnliche Bearbeitungen legten das World Saxophone Quartet und das Ethnic Heritage Ensemble vor.

## Rezeption
Thomas Ward schrieb bei allmusic: „‚All Blues‘ war wie eine Heftklammer um einen Großteil von Davis’ Karriere, und es ist leicht einzusehen, warum – die Melodie baut auf der melodischen Brillanz von Davis’ Trompete, der auch Coltranes Solo nicht die Schau stellen konnte. ‚All Blues‘ ist auch ein Beweis für Jimmy Cobbs leichtes, flüssiges Schlagzeugspiel, ein eher heimlicher Held der Kind of Blue Sessions, aber ein höchst wichtiges Mitglied der Gruppe.“